# Albert Baur (Bibliothekar)

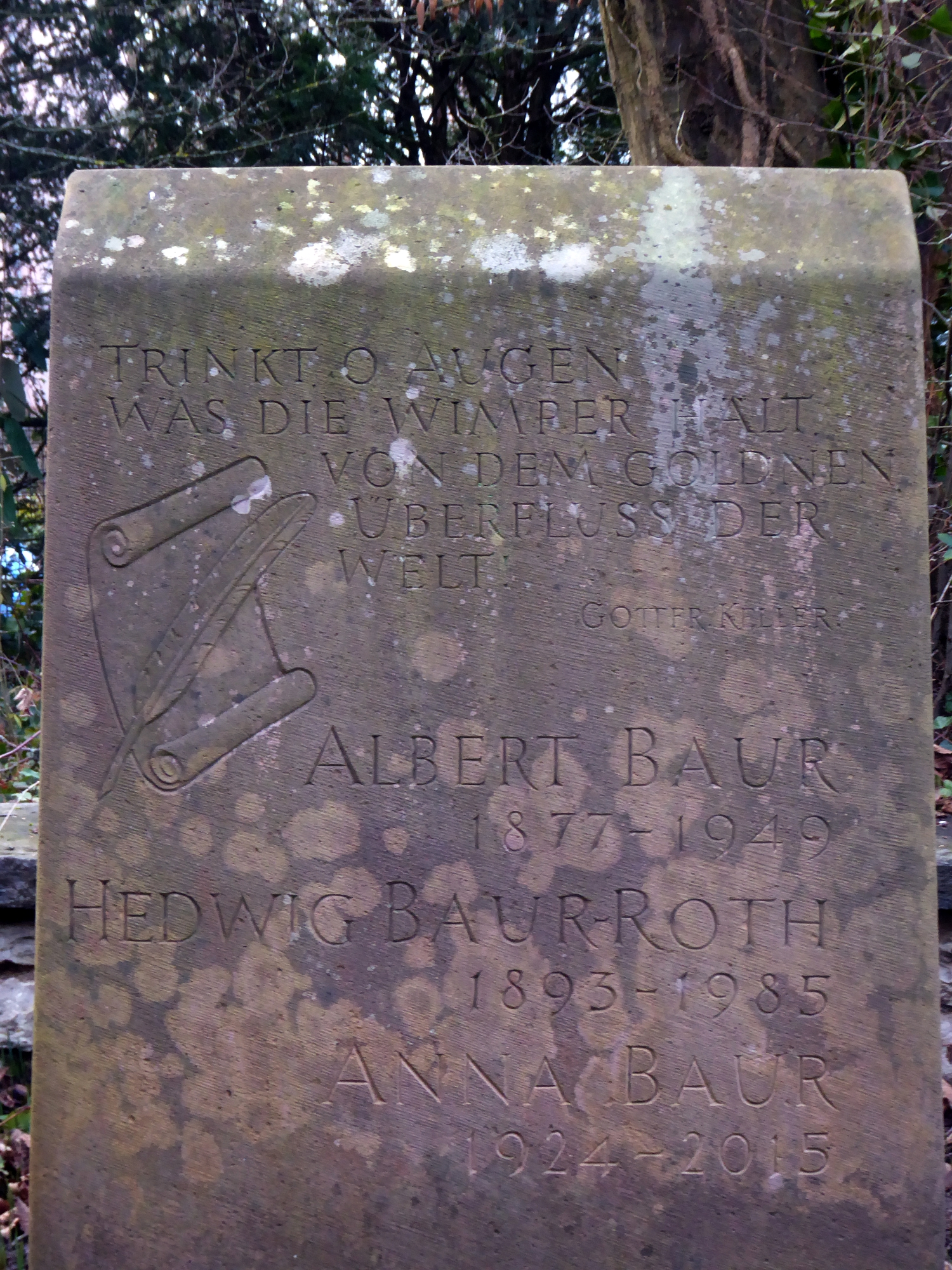
Grab, Friedhof am Hörnli

Albert Baur (* 26. September 1877 in Zürich; † 12. Januar 1949 in Basel) war ein Schweizer Romanist, Kunsthistoriker und Bibliothekar.

## Leben und Werk
Er studierte zwischen 1897 und 1903 an der Universität Zürich Lateinische Philologie und Kunstgeschichte. Er erweiterte seine Studien in Florenz und Paris und wurde 1904 mit einer Arbeit über Maurice Scève promoviert.
Zwischen 1902 und 1906 unterrichtete Baur am Gymnasium in Zürich und an der Kantonsschule Aarau. Bekanntheit erlangte er im Folgenden als Redaktor der 1907 von seinem akademischen Lehrer Ernest Bovet gegründeten Zeitschrift Wissen und Leben. Von 1915 bis zu seiner Pensionierung 1943 leitete Baur die Bibliothek des Gewerbemuseums Basel. In dieser Funktion war er ab 1919 auch für die dortige Plakatsammlung zuständig. Zudem unterrichtete er einige Kurse an der Gewerbeschule und war im Vorstand der Basler Sektion des Schweizer Heimatschutzes. Nachdem Wissen und Leben 1925 ihr Erscheinen eingestellt hatte, betreute Baur den künstlerischen Teil des 1927 gegründeten Schweizerischen Beobachters. 1929 übernahm er die Redaktion der Zeitschrift Heimatschutz.
Albert Baur heiratete 1923 Hedwig Johanna, geborene Roth (1893–1985). Ihre gemeinsame Tochter war Anna Baur (1924–2015). Seine letzte Ruhestätte fand er auf dem Friedhof am Hörnli.